# Élections législatives italiennes de 1874
Les élections législatives italiennes de 1874 (en italien : Elezioni politiche italiane del 1874) ont lieu du 8 novembre 1874 au 15 novembre 1874.

## Partis et chefs de file
| Parti | Parti             | Idéologie                  | Chef de file      |
| ----- | ----------------- | -------------------------- | ----------------- |
|       | Droite historique | Conservatisme, Monarchisme | Marco Minghetti   |
|       | Gauche historique | Libéralisme, Centrisme     | Agostino Depretis |

## Analyse
La Gauche historique fait une percée en Sicile en recueillant 85 % des suffrages de l'île, soit 42 députés sur les 48 sièges à y pourvoir. 
Selon Jean-Yves Frétigné, ce vote sicilien engendre l'émergence de la question méridionale dans la politique italienne, le retour de la Sicile comme protagoniste de l'unité italienne, et la production d'une série d'enquêtes et d'analyses scientifiques ou politiques sur la Sicile pour mieux la comprendre à l'instar de l'enquête parlementaire sur la situation économique 1875 et celle menée par Leopoldo Franchetti et Sidney Sonnino en 1877, lesquelles deviendront le terreau du « sicilianisme ».